# میماکی-هیمه
میماکی-هیمه (به انگلیسی: 御間城姫 Mimaki-hime)، یکی از امپراتریس‌های ژاپن، همسر دهمین امپراتور ژاپن، امپراتور سوجین و مادر امپراتور سوینین بود.